# Койдин
Койдин — посёлок в Койгородском районе Республики Коми. Административный центр сельского поселения Койдин. Численность населения посёлка на 2023 год — 1253 человека.

## География
Расположен на левом берегу реки Сысолы, напротив райцентра села Койгородок, с которым связывает мост.
В Койдине располагается офис Койгородского лесокомбината, некоторые его структурные подразделения, а также Койгородское лесничество (ранее — Койгородский лесхоз).

## История
Посёлок Койдин возник в 1930-е годы как посёлок лесозаготовителей. Первоначально назывался Койгородок База, с 1956 года — посёлок лесозаготовителей Койгородок. В 1975 году в состав посёлка были включены посёлки Нарсадын и Разъезд. С 22 апреля 1976 года посёлок называется Койдин.

## Население
| 1989  | 2002  | 2010  | 2012  | 2013  | 2014  | 2015  |
| ----- | ----- | ----- | ----- | ----- | ----- | ----- |
| 1725  | ↘1488 | ↘1359 | ↘1350 | ↘1331 | ↗1336 | ↘1320 |
| 2016  | 2017  | 2018  | 2019  | 2020  | 2021  |       |
| ↘1288 | ↘1286 | ↘1261 | ↗1264 | ↘1234 | ↘1131 |       |